# 존 페리 발로
존 페리 발로(John Perry Barlow, 1947년 10월 3일 ~ 2018년 2월 7일) 미국의 시인, 저술가, 사이버 활동가, 정치 활동가, 학자이다. 1960년대의 히피 출신으로 자유와 평화 그리고 무소유의 유토피아를 사이버 스페이스 공간에서 찾으려고 했다. 미국 대통령 빌 클린턴이 통신법 수정안에 서명하자 1996년 2월 8일 「사이버스페이스 독립선언문」(A Cyberspace Indepencence Declaration)을 쓰고 인터넷에 게재하여 세계적으로 큰 반향을 일으켰다. 미쉘 케이포와 함께 1990년대 전자 프런티어 재단(EFF)를 창립하기도 했다.
2000년 12월 14일에는 진보네트워크센터 초청으로 대한민국의 유네스코 회관에서 그의 초청 간담회가 열렸다. EFF와 전 세계 정보통신운동의 방향성 및 연대방안, 인터넷을 통한 국제적인 여론화에 대한 논의가 있었다.

## 저작권
인터넷에서의 저작권 문제에 관한 그의 입장은 '다 함께 나누자'로 간단 명료하다. 발로는 디지 털 저작물의 머리나 꼬리에 흔히 달리는 '저작자의 이름을 밝히고 원문에 훼손이 가지 않는 한 그리고 상업적 용도로 쓰이지 않는 한에 대해서 복제를 허용한다'라는 단서(CCL)조차 용납하지 않는다. 그는 EFF의 입장을 통해 자신의 이름을 남기지 않아도 되며 자신이 판권에 전혀 신경을 쓰지 않는다고 말한 바 있다.

## 같이 보기
- EFF
- 사이버스페이스 독립선언문